# جوزيه توماس (سياسي)
جوزيه توماس (بالإنجليزية: Josiah Thomas)‏ هو دبلوماسي ونقابي وعامل مناجم وسياسي أسترالي، ولد في 28 أبريل 1863 في المملكة المتحدة، وتوفي في 5 فبراير 1933 في أستراليا. حزبياً، نشط في حزب العمال الأسترالي وNational Labor Party ‏ وNationalist Party (Australia) ‏.

## مناصب
- انتخب عضو مجلس الشيوخ الأسترالي [الإنجليزية]‏ عن دائرة نيوساوث ويلز ‏ (14 نوفمبر 1925 – 30 يونيو 1929).
- انتخب وزير الخارجية [الإنجليزية]‏.
- انتخب عضو الجمعية التشريعية نيو ساوث ويلز عن دائرة Electoral district of Alma [الإنجليزية]‏ (17 يوليو 1894 – 11 يونيو 1901).
- انتخب عضو مجلس النواب الأسترالي عن دائرة Division of Barrier [الإنجليزية]‏ (29 مارس 1901 – 26 مارس 1917).
- انتخب عضو مجلس الشيوخ الأسترالي [الإنجليزية]‏ عن دائرة نيوساوث ويلز ‏ (1 يوليو 1917 – 30 يونيو 1923).